# Kirill Akopowitsch Grigorjan
Kirill Akopowitsch Grigorjan (russisch Кирилл Акопович Григорьян; * 2. April 1992 in Sankt Petersburg) ist ein russischer Sportschütze. Er schießt mit dem Kleinkalibergewehr und dem Luftgewehr.

## Erfolge
Kirill Grigorjan, der für ZSKA Moskau antritt, nahm an den Olympischen Spielen 2016 in Rio de Janeiro im liegenden Anschlag mit dem Kleinkalibergewehr teil. Mit 628,9 Punkten wurde er Zweiter in der Qualifikation und schoss im Finale insgesamt 187,3 Punkte. Damit belegte er den dritten Rang hinter Henri Junghänel und Kim Jong-hyun und erhielt die Bronzemedaille. Auch bei den Europaspielen 2019 in Minsk gewann er eine Bronzemedaille, als er im Mixed-Wettbewerb des Dreistellungskampfes Dritter wurde.